# Cosmognathia manubrium
Cosmognathia manubrium är en djurart som tillhör fylumet käkmaskar, och som beskrevs av Wolfgang Sterrer 1991. Cosmognathia manubrium ingår i släktet Cosmognathia och familjen Pterognathiidae. Inga underarter finns listade i Catalogue of Life.